# Freespace 2
Freespace 2 (alternative Schreibweise: FreeSpace 2) ist ein Computerspiel für Windows aus dem Genre der Weltraum-Flugsimulationen und der direkte Nachfolger zu Conflict: Freespace – The Great War. Das Spiel wurde wie der Vorgänger von Volition produziert und von Interplay Entertainment 1999 veröffentlicht. Es knüpft an die Handlung des ersten Teils an.

## Handlung
Freespace 2 setzt die Geschichte des ersten Teils fort. 32 Jahre nach dem Großen Krieg gibt es die GTA nicht mehr, denn die ehemals verfeindeten Völker haben sich geeint und zur GTVA zusammengeschlossen, der Galaktisch Terranisch-Vasudanischen Allianz. Die Shivaner haben sich zurückgezogen.
Ruhe ist durch das Verschwinden der Shivaner im Universum trotzdem nicht eingekehrt, es herrscht Bürgerkrieg. Eine Gruppe von Menschen unter Führung von Admiral Aken Bosch betrachtet die Zusammenarbeit mit den Vasudanern als eine Gefahr für die menschliche Rasse. Er hat sich von der GTVA abgespalten und die Neo-Terranische Front (NTF) gegründet, die um Unabhängigkeit kämpft.
Der Bürgerkrieg hält bereits seit über 16 Monaten an. Im Sternsystem Gamma Draconis wird ein sehr alter künstlicher Sprungpunkt entdeckt (Knossos-Portal), der auch die Shivaner wieder in den bekannten Weltraum lockt. Zu Beginn des Konfliktes scheint die shivanische Flotte recht klein und die Allianz kann sogar einen Superzerstörer von größeren Ausmaßen als denen der „SD Lucifer“ zerstören, aber im weiteren Ablauf des Spiels erscheint die GTVA den Shivanern klar unterlegen, und der Spieler befindet sich wieder in der Rolle, eine Übermacht besiegen zu müssen.

## Spielprinzip
Das Spielprinzip unterscheidet sich nur geringfügig im Vergleich zum Vorgänger. Freespace 2 besteht wie sein Vorgänger aus einer linearen Abfolge von Weltraummissionen, in denen der Spieler einen Raumjäger aus der Ego-Perspektive steuert. Dabei handelt es sich weitestgehend um dieselbe Auswahl wie im ersten Teil. Neu hinzugekommen ist lediglich ein Tarnjäger. Auch bei den gegnerischen Einheiten gibt es nur wenige neue Einheiten, die dafür in der Bewaffnung leicht verändert wurden, um den leichten militärischen Fortschritt seit den Ereignissen in Conflict: Freespace widerzuspiegeln. Das Cockpit-Interface wurde vollständig aus dem Vorgänger übernommen und ist weiterhin vollständig anpassbar.
Die Missionsziele der Einzelspielerkampagne variieren häufig, oftmals ergeben sich auch aufgrund geskripteter Ereignisse Änderungen im Missionsablauf. Die Ergebnisse eines Missionsverlaufs können sich auf die Rahmenbedingungen der nächsten Mission auswirken. Scheitert ein Spieler fünfmal bei der Durchführung einer Mission, erhält er die Chance, diese zu überspringen. Anders als im Vorgänger erfolgt nun auch in der deutschen Version der zwischen den Einsätzen vermittelte Überblick über den aktuellen Kriegsverlauf in Freespace 2 mit Sprachausgabe.
Im kostenlosen Mehrspielermodus bietet Freespace 2 neben klassischen Deathmatches einen Spielmodus namens Squad War, in dem Teams aus vier Spielern um die Hoheit in einzelnen Territorien kämpfen. Die Vermittlung erfolgte über Volitions Onlinenetzwerk Parallax Online.

## Entwicklung
Im Anschluss an Conflict: Freespace begann Volition mit den Arbeiten an insgesamt vier Titeln, darunter Freespace 2. Die Entwicklung des Spiels verlief nach eigenen Angaben nahezu reibungslos und wurde bereits nach einem Jahr Entwicklungszeit abgeschlossen. Dabei wurde der Veröffentlichungszeitpunkt laut Volition-Gründer Mike Kulas von Interplay mit Blick auf eine anstehende Quartalsbilanz um zwei Monate vorgezogen.

## Technik
Freespace 2 bietet eine gegenüber dem ersten Spiel deutlich bessere deutsche Synchronisation, noch größere Schiffe, Nebenmissionen und eine verbesserte Grafik mit einer von 640×480 auf 1024×768 Bildpunkten bei 32 Bit Farbtiefe heraufgesetzten Auflösung – allerdings ohne Unterstützung der Zwischenauflösung von 800×600 Bildpunkten – und schönere Explosionen. Dafür wird eine 3D-Karte zwingend vorausgesetzt, Freespace 2 unterstützt hierbei Glide und Direct3D. Mithilfe eines automatisierten Setupprogramms ermittelte das Spiel die Grundkonfiguration des Spiels selbstständig, allerdings blieb dieser Vorgang besonders in Verbindung mit Glide stark fehlerbehaftet. Auch während des Spiels konnte es zu Programmabstürzen kommen, die Spielstände unbrauchbar machen konnten.
Als Eingabegeräte werden die Tastatur entweder in Kombination mit einer Maus oder in Verbindung mit einem Joystick unterstützt. Bei Joysticks wird zudem Force Feedback unterstützt. Weiterhin unterstützt Freespace EAX und A3D. Der Mehrspielermodus ist sowohl über ein Netzwerk via TCP/IP-Protokoll für LAN-Spiele als auch online über ein Modem und den Onlineservice Parallax Online verfügbar. Unter Windows XP ist das Spiel in der Regel mit dem Kompatibilitätsmodus Windows 98/ME spielbar.

## Rezeption

### Kritiken
Freespace 2 erhielt hohes Kritikerlob und wurde vielfach durch Spiele-Magazine ausgezeichnet, wodurch es bis heute als eines der besten Spiele des Genres gilt. Die Metacritic-Wertung des Spiels beträgt 91 von 100, der Wert bei GameRankings liegt bei 91,58 %.
Stefan „Desslock“ Janicki von GameSpot bezeichnete Freespace 2 als eine der besten Weltraum-Flugsimulationen aller Zeiten und hob vor allem die noch besser inszenierten Kämpfe hervor, in denen große Kampfschiffe nicht mehr nur als „exotische Angriffsziele“ für den Spieler herhalten müssten, sondern sich nun auch effektreiche Gefechte mit gegnerischen Schiffen lieferten. Auch bemühe sich Volition sehr um Glaubwürdigkeit der Spielwelt, indem es die Balance halte zwischen spielerisch gewünschten neuen Inhalten und der Wahrung des geschichtlichen Hintergrunds. Lediglich die Künstliche Intelligenz und Wegfindung der gegnerischen und Begleitpiloten seien trotz Verbesserungen im Vergleich zum Vorgänger immer noch sehr fehlerbehaftet.
Mick Schnelle von GameStar lobte vor allem die grafische Opulenz des Titels und lobt das Verhalten der computergesteuerten Piloten als realistisch. Er kritisierte jedoch die Handlung als wirr und konstruiert. Ähnlich sah es auch Zweittester Peter Steinlechner, der zudem im Vergleich zum ersten Teil zu wenig spielerische Veränderungen bemängelte. Positiv hob er neben der Grafik jedoch das spannende Missionsdesign hervor.
Auszeichnungen
- PC Player: Beste Weltraumkampfsimulation des Jahres 1999[12] und „All Time Top 100 Games“[13]
- Intelligamer: 1999 Simulationsspiel des Jahres[14]
- Computer Gaming World: 2000 Premier Award Winner „Beste Science-Fiction-Simulation“[15]
- GameSpot: Sci-Fi-Simulation des Jahres[16]
- GamePower: Beste Simulation 1999[17]
- GameSpy: Simulationsspiel des Jahres[18]
- FiringSquad: Bestes Action-Spiel des Jahres 1999[19]
- Computer Games: Sci-Fi-Simulation des Jahres[20]
- GameSpot: Greatest Games of All Time[21]

### Kommerzieller Erfolg und die Folgen
Im Verkauf blieb Freespace 2 weit hinter den Erwartungen zurück. Gemäß der Ausgabe April 2000 der PC Gamer wurden bis zu diesem Zeitpunkt lediglich 26.983 Einheiten des Spiels verkauft. Als einen Grund für die niedrigen Verkaufszahlen gab Kulas den auf Wunsch Interplays vorgezogenen Veröffentlichungstermin an, da so keine ausreichende Werbestrategie mehr entwickelt werden konnte. Als weiteren Hindernisgrund gab Kulas die Steuerung an, die stark auf Joystick ausgerichtet war. Durch den Erfolg von Echtzeit-Strategiespielen und First-Person-Shootern habe sich der Markt jedoch zugunsten der Maus- und Tastatursteuerung verschoben, während der Joystick nicht mehr zur Standardausrüstung gezählt habe. Zwar unterstützte Freespace 2 wie sein Vorgänger auch Maus und Tastatur, sei damit jedoch nicht annähernd so gut spielbar gewesen. Hinzu kamen laut Lead-Designer Adam Pletcher der Niedergang bestimmter Genres und ein generell zunehmender Bedeutungsverlust des PC-Spielemarkts zugunsten der Spielkonsolen. Da das Spiel jedoch innerhalb des Budgetplans blieb und über einen längeren Zeitraum Absatz fand, konnte nach Eigenangaben von Volition zumindest ein geringer Gewinn erzielt werden.
Der wirtschaftliche Misserfolg des aus Produktionssicht äußerst hochwertigen Freespace 2 gilt als ein Wendepunkt im Genre der Weltraum-Flugsimulationen. Mit Ausnahme von Freelancer aus dem Jahr 2003 konnte kein Spiel dieses Genres an die Erfolge früherer Titel anknüpfen. Dadurch schwand das Interesse großer Spielehersteller an der Entwicklung weiterer Spiele. Die Weltraum-Flugsimulationen, die mit der Wing-Commander- und X-Wing-Serie zu Beginn und Mitte der 1990er große Erfolge feierten, schrumpften dadurch zu einem Nischengenre.
Im Juni 2013 erwarb Interplay für 7.500 US-Dollar die Freespace-Markenrechte von Volitions insolventem Mutterkonzern THQ.

## FreeSpace 2 Source Code Project
Da der Quellcode des Spiels seit dem 25. April 2002 in der US-Variante für nicht-kommerzielle Anwendung freigegeben ist, wurde das Spiel durch die Online-Community verbessert. Verantwortlich hierfür ist ein Team ehrenamtlicher Fans, das sich innerhalb des sogenannten FreeSpace 2 Source Code Project zusammengeschlossen hat, das FreeSpace 2 erweiterte, grafisch verbesserte und mit OpenGL auf Linux und Mac OS portierte. Die aktuelle Version des SCP ist 3.7.2.
Zu den neuen Features seit der Freigabe des Quellcodes zählen:
- Pixel-/Vertex-Shader-Unterstützung (GLSL, Version 3.0)
- Normal Mapping (OpenGL)
- Parallax Mapping (OpenGL)
- Hardware Transform and Lighting (erlaubt Modelle mit erheblich höherer Komplexität)
- Specular Mapping
- Environment Mapping
- Glow Mapping
- Alpha Blending
- JPEG-, TGA- und DXTC-Texturen (ursprünglich gab es nur PCX-Texturen mit 256 Farben)
- neue symbolische Ausdrücke für die Missionsprogrammierung (SEXP)
- Unterstützung von Lua-Skripten
- Online Gaming über FS2NetD (der Originaldienst von PXO wurde eingestellt)
- The Lab, ein integriertes Tool zur Assetbetrachtung

Zusätzlich gibt es Pakete mit komplexeren Modellen und höher aufgelösten Texturen.
Vom Freespace 2 SCP leiten sich einige Modifikationen ab. So gibt es The Babylon Project, das als komplettes Spiel im Universum von Babylon 5 angesiedelt. Eine Total Conversion Variante namens Beyond the Red Line, die die Neuverfilmung der Serie Battlestar Galactica behandelt, wurde nie fertig gestellt. Ebenfalls im Battlestar-Universum angesiedelt ist die Kampagne Diaspora: Shattered Armistice. Für Freespace 2 existiert eine Portierung, welche Freespace 2 zu Conflict: Freespace umbaut. Auch existiert eine Modifizierung der Silent-Threat-Kampagne, welche unter dem Titel Silent Threat: Reborn als kostenloser Download erhältlich ist.
Großer Beliebtheit erfreut sich in der Community die mehrteilige Kampagne Blue Planet, welche 30 Jahre nach den Ereignissen von Freespace 2 angesiedelt ist und dessen Geschichte weiterführt. Zentraler Handlungspunkt ist hierbei das Aufeinandertreffen der Flotte der GTVA und der, vom Rest der Galaxis abgeschnittenen, Erde.